# Río Coclé del Norte
El río Coclé del Norte es un río de la vertiente Caribe de Panamá que nace en la Cordillera Central y desemboca en el distrito de Donoso, provincia de Colón. Su longitud es de 75 km y tiene una cuenca hidrográfica de 1710 km², que se distribuye entre las provincias de Colón y Coclé.